# Adam Kunicki
Adam Kunicki (ur. 3 lipca 1903 we Frysztacie, zm. 18 listopada 1989 w Warszawie) – polski lekarz, neurochirurg, współtwórca krakowskiej i polskiej neurochirurgii. Członek rzeczywisty Polskiej Akademii Nauk.

## Życiorys
Urodził się we Frysztacie na późniejszym Zaolziu, w rodzinie Ryszarda Pawła (1873–1960), również lekarza, i Jadwigi z Eysmontów. Jako piętnastolatek brał udział w walkach z Czechami na Śląsku Cieszyńskim. W latach 1920–1922 uczył się w Szkole Morskiej w Tczewie, ale zrezygnował z dalszej nauki w Szkole Morskiej i rozpoczął studia na Wydziale Lekarskim Uniwersytetu Jagiellońskiego. Tytuł doktora nauk lekarskich uzyskał w 1928 roku. Od 1925 roku pracował jako asystent i starszy asystent prof. Jana Piltza w Klinice Neurologiczno-Psychiatrycznej Uniwersytetu Jagiellońskiego, gdzie w 1930 roku zorganizował pracownię analityczno-chemiczną. Następnie pracował jako asystent prof. Władysława Dzierżyńskiego w oddziale neurologicznym Szpitala Kasy Chorych w Łodzi. W 1934 roku wykonał pierwsze operacje neurochirurgiczne. Od 1936 roku współpracował z Jerzym Choróbskim przy organizacji oddziału neurochirurgicznego Kliniki Neurologicznej Uniwersytetu Warszawskiego. W Warszawie pracował do 1944 roku. Po powstaniu warszawskim znalazł się w obozie przejściowym w Pruszkowie, po jego opuszczeniu praktykował jako lekarz w Godzianowie.
W lipcu 1945 roku wrócił do Krakowa, początkowo pracował w Szpitalu oo. Bonifratrów. Zorganizował oddział neurochirurgiczny Kliniki Neurologiczno-Psychiatrycznej UJ, który rozpoczął działalność w lutym 1946 roku. Dwa lata później uzyskał habilitację na podstawie pracy Morfologiczne podstawy podziału guzów wyściółkowych. Również w 1948 roku wyjechał do Montrealu jako stypendysta Fundacji Rockefellera. W 1951 roku otrzymał stanowisko profesora nadzwyczajnego, w 1956 tytuł profesora zwyczajnego. W 1960 roku otrzymał nagrodę resortową a w 1975 Nagrodę Sekretarza Naukowego PAN. W 1970 roku wyjechał do Warszawy, gdzie został dyrektorem Centrum Medycyny Doświadczalnej i Klinicznej Polskiej Akademii Nauk i kierownikiem Zespołu Neurochirurgii PAN. Na emeryturę przeszedł w 1976 roku, wciąż pozostając aktywnym naukowcem. W latach 1972–1987 był członkiem Komisji do Badań Obrzęku Mózgu i Ciśnienia Wewnątrzczaszkowego PAN.
Był członkiem korespondentem (od 1965) i członkiem rzeczywistym (od 1973) Polskiej Akademii Nauk, przewodniczącym Komitetu Nauk Neurologicznych PAN. Był członkiem honorowym towarzystw neurochirurgicznych Wielkiej Brytanii, ZSRR, Bułgarii, Czechosłowacji, NRD, Jugosławii, Hiszpanii i Włochy.
Był mężem Wandy (1905–2003), ojcem Jana (1942–2016).
Zmarł 18 listopada 1989 roku w Warszawie, pochowany na cmentarzu komunalnym przy ul. Sienkiewicza w Myślenicach (sektor 1-2-13).

## Ordery i odznaczenia
- Krzyż Komandorski z Gwiazdą Orderu Odrodzenia Polski
- Krzyż Oficerski Orderu Odrodzenia Polski
- Krzyż Kawalerski Orderu Odrodzenia Polski
- Złoty Krzyż Zasługi (13 lipca 1954)[4]
- Medal 10-lecia Polski Ludowej (13 stycznia 1955)[5]